# Адамс, Брок
Брокман «Брок» Адамс (англ. Brockman «Brock» Adams; 13 января 1927, Атланта, Джорджия, США — 10 сентября 2004, Стивенсвилл, Мэриленд, США) — американский государственный деятель, министр транспорта США (1977—1979), сенатор-демократ от штата Вашингтон (1987—1993).

## Биография
Учился государственных школах Портленда, штат Орегон. В 1949 году окончил Вашингтонский университет со степенью бакалавра искусств. В период обучения, в 1948 году, был избран президентом студенческого самоуправления (ASUW) и стал первым студентом, который одновременно занимал этот пост и получил Президентскую медаль за выдающиеся достижения как лучший обучающийся в университете. В 1952 году окончил юридический факультет Гарвардского университета с присвоением степени бакалавра права.
С 1944 по 1946 год служил в ВМС США. В 1952 году был допущен к адвокатуре штата Вашингтон, открыв частную практику в Сиэтле. Являлся членом Американской ассоциации юристов.
В 1954—1960 годах преподавал право в Ассоциации американских банкиров (ABA), с 1961 по 1964 год работал прокурором в Западном округе Вашингтона.
С 1965 по 1977 год представлял штат Вашингтон в Палате представителей, с 1975 по 1977 год занимал пост председателя бюджетного комитета, .
В 1977 год—1979 годах — министр транспорта США в администрации президента Джимми Картера .
Уйдя в отставку, с июля 1979 года, возобновил юридическую практику, на этот раз в Вашингтоне, выступал лоббистом CSX Corporation и других железнодорожных перевозчиков.
С 1987 по 1993 год — в сенатор-демократ от штата Вашингтон.
В 1992 году восемь женщин обвинили его в Seattle Times в сексуальных домогательствах, одна из них даже рассказала об изнасиловании в газетной статье. Адамс не признал свою вину, но решил не переизбираться в Сенат.
Кари Таппер, дочь давнего друга, обвинила Адамса в применении наркотиков и нападении на неё в 1987 году. [7] [8]

## Ссылка
- Brock Adams at the Biographical Directory of the United States Congress (англ.)
- https://millercenter.org/president/carter/essays/adams-1977-secretary-of-transportation
- https://www.nytimes.com/1992/03/02/us/brock-adams-quits-senate-race-amid-sex-misconduct-allegations.html